# Орден «Георгий Димитров»
Орден «Георгий Димитров» — высший орден Народной Республики Болгарии. Орден был учреждён 17 июня 1950 года указом Президиума Народного собрания НРБ и имел одну степень.

## Описание
Автором первоначального проекта ордена был скульптор К. Лазаров. Частичные изменения в проект внёс художник-гравёр О. Одабашян. До 1952 года орден изготавливался в частном ателье, затем — на Государственном монетном дворе.
В середине золотого орденского знака размещен медальон красной эмали с рельефным бюстом Георгия Димитрова влево. Медальон окружён белым кантом. В нижней части ордена расположена лента красной эмали с надписью «ГЕОРГИ ДИМИТРОВ». Медальон окружен двумя пшеничными снопами, в верхней части находится маленькая пятиконечная звезда красной эмали. В нижней части — серп и молот красной эмали.
Размеры знака — 45×42 мм. Орден имел две разновидности: самые первые выпуски 1950 года не имели пятиугольной колодки и крепились к одежде с помощью нарезного штифта или булавки. Затем орден стал носиться на пятиугольной колодке, обтянутой тёмно-красной лентой с красными полосками по краям.

## Награждённые
Первым кавалером ордена 17 июня 1950 года стал министр-председатель НРБ В. Червенков.
В 1961 году орденом был награждён советский космонавт Юрий А. Гагарин.
В конце 1965 года орденом был награждён Харьковский электромеханический завод (ХЭМЗ) — за большую помощь в строительстве заводов и комбинатов тяжёлой промышленности НРБ.
В 1972 году орденом был награждён Русенский завод сельскохозяйственного машиностроения им. Г. Димитрова, в 1973 году были награждены Софийский завод металлорежущих машин и Библиотека имени В. И. Ленина.
9 февраля 1974 года орденом была награждена Академия наук СССР.
В 1975 году орденом был награждён Харьковский тракторный завод имени Серго Орджоникидзе.
В 1979 году орденом был награждён болгарский космонавт Георгий Иванов, позднее кавалером ордена стал второй болгарский космонавт Александр Александров.
Вазовский машиностроительный завод награждён тремя орденами Георгия Димитрова.